# マグサイサイ賞
マグサイサイ賞（マグサイサイしょう、正式名称：ラモン・マグサイサイ賞、英: Ramon Magsaysay Award) は、フィリピン大統領ラモン・マグサイサイを記念して創設された賞。毎年マニラ市のラモン・マグサイサイ賞財団により、アジア地域で社会貢献などに傑出した功績を果たした個人や団体に対して贈られる。比喩的に「アジアのノーベル賞」とも呼ばれる権威ある賞である。

## 部門
2008年まではこの賞には以下の6部門があったが、2009年以降は特に部門を設けず授賞されている。
- 政府 (Government Service) （1958年 - 2008年）
- 社会奉仕 (Public Service) （1958年 - 2008年）
- 社会指導 (Community Leadership) （1958年 - 2008年）
- 報道・文学・創造的情報伝達 (Journalism, Literature, and Creative Communication Arts) （1958年 - 2008年）
- 平和・国際理解 (Peace and International Understanding) （1958年 - 2008年）
- 新興指導者 (Emergent Leadership) （2001年 - ）

## 沿革
この賞は、1957年3月17日に当時のフィリピンの現職大統領ラモン・マグサイサイが航空機事故で死去したのを受け、同年4月、ニューヨークのロックフェラー兄弟財団 (RBF)の出資で発足した。これに協力していたフィリピン政府は、マグサイサイの政治における清廉潔白さ、国民への勇気ある奉仕、民主主義社会でのプラグマティックな理想主義といった不朽の功績を称え、賞の創設にあたり彼の名を記念することとした。1957年5月、戦前のフィリピン・コモンウェルス（独立準備政府）大統領経験者や、マグサイサイの父ら7人の高名なフィリピン人が、賞の授与を実施するための非営利組織「ラモン・マグサイサイ賞財団 (RMAF)」の創設理事会に名を連ね、翌1958年、RMAFが発足し最初の授与式が行われた。
RMAFは、1959年にはフィリピン議会より、ロックフェラー兄弟財団からの出資額に相当する土地の寄付や免税の特権を受け、1968年にはロックフェラー兄弟財団からの更なる援助により、財団が入居するラモン・マグサイサイ・センターが建設された。またフィリピン国内外の個人や企業の寄付により、アジアに関する図書館の運営、アジアの諸問題に関するシンポジウム開催などさまざまな活動を行っている。現在の理事会は各界から選ばれた9人のフィリピン市民が4年交代で勤め、そこで任命された理事長が常勤で財団の運営を行っている。
RMAFは人種・信条・性別・国籍を問わず、それぞれの分野で傑出した業績を達成したり、世間の賞賛を期待せず寛大に人々を助けたりした個人や組織を表彰し賞を授与している。授与式は毎年マグサイサイの誕生日である8月31日に行われ、受賞者にはメダルと賞金が授与される。当初、賞は政府部門、社会奉仕部門、社会指導部門、報道・文学・創造的情報伝達部門、平和・国際理解部門の5部門からなっていたが、2000年には6番目の部門となる新興指導者部門をフォード財団の支援で創設した。この新部門の賞は「それぞれの地域社会で、社会の変化による問題に取り組んで多大な業績をあげたが、その指導力が地域社会の外ではまだあまり知られていない40歳以下の個人」に対して贈られ、2001年に最初の授与が行われた。

## 受賞者
1958年の第1回以来現在まで、アジア全域から200以上の個人や10を越す団体が受賞している。（ → 詳細は英語版「List of Magsaysay awardees」項を参照）

### 主な受賞者

#### 政府
- 1964年 - 三木行治（岡山県知事、地方振興）
- 1974年 - 黒木博（宮崎県知事、農業と観光の振興）
- 1992年 - チャムロン・シームアン
- 1994年 - キラン・ベディ
- 1995年 - 平松守彦（大分県知事、一村一品運動）
- 1997年 - アナン・パンヤーラチュン

#### 社会奉仕
- 1968年 - 東畑精一
- 1978年 - プラティープ・ウンソンタム・秦
- 1986年 - アブドゥル・サッタル・イーディ
- 1988年 - 福岡正信（自然農法の実践家）
- 1991年 - シリントーン
- 1995年 - アスマ・ジャハンギール（パキスタン最高裁判事、国連特別報告者）
- 2006年 - 朴元淳
- 2017年 - 石澤良昭（アンコール遺跡群の修復と保全）
- 2022年 - 服部匡志

#### 社会指導
- 1959年 - ダライ・ラマ14世
- 1960年 - トゥンク・アブドゥル・ラーマン
- 1967年 - アブドゥル・ラザク
- 1969年 - アリヤラトネ
- 1971年 - モンコンブ・スワミナサン
- 1973年 - カセー・チャナオン
- 1974年 - 市川房枝
- 1976年 - 若月俊一（佐久総合病院院長、日本の集団検診のさきがけ）
- 1977年 - エラ・バット（インド自営女性労働者協会 (SEWA) 創設者）
- 1984年 - ムハマド・ユヌス
- 1986年 - 諸廷坵
- 1991年 - 釈証厳
- 1993年 - アブドゥルラフマン・ワヒド
- 1994年 - 費孝通
- 2005年 - ソムバット・ソムポーン

#### 報道・文学・創造的情報伝達
- 1962年 - 張俊河
- 1965年 - 黒澤明
- 1967年 - サタジット・レイ
- 1969年 - 西本三十二（教育学者、視聴覚教育・通信教育など）
- 1972年 - 花森安治
- 1973年 - 石牟礼道子（『苦海浄土-わが水俣病』）
- 1980年 - F・シオニル・ホセ
- 1982年 - アルン・ショウリー
- 1992年 - ラヴィ・シャンカル
- 1995年 - プラムディヤ・アナンタ・トゥール
- 1996年 - ニック・ホアキン
- 1998年 - 英若誠
- 2008年 - 石井昭男（明石書店社長、差別などの人権問題に取り組んだ出版活動）
- 2024年 - 宮崎駿 [3]

#### 平和・国際理解
- 1962年 - マザー・テレサ
- 1963年 - 平和部隊
- 1967年 - 那須皓（農学者）
- 1968年 - 国際ケア機構
- 1969年 - 国際稲研究所
- 1971年 - 大来佐武郎
- 1973年 - 国際SIL
- 1979年 - 東南アジア諸国連合
- 1980年 - 松本重治
- 1984年 - 川喜田二郎
- 1989年 - アジア工科大学院
- 1993年 - 岩村昇（ネパールの無医村での医療活動や各国青年の農業支援）
- 1994年 - ホルヘ・アンソレーナ（在日アルゼンチン人司祭、スラム改善支援）
- 1996年 - 高見敏弘（アジア学院創立者、農村指導者育成）
- 1997年 - 緒方貞子
- 1998年 - コラソン・アキノ
- 2001年 - 平山郁夫（中国や中央アジアなどでの文化財保護や相互理解活動）
- 2003年 - 中村哲（NGO「ペシャワール会」現地代表）・遠山正瑛（鳥取大学、中国・内モンゴル自治区での緑化活動）
- 2010年 - 秋葉忠利（広島市長、核廃絶キャンペーン）
- 2013年 - ラパイ・センロー（ミャンマーの平和構築活動）、汚職撲滅委員会
- 2014年 - 胡舒立
- 2016年 - 青年海外協力隊

#### 新興指導者
- 2006年 - アルヴィンド・ケジリワル
- 2007年 - 陳光誠